# Ragnars saga loðbrókar

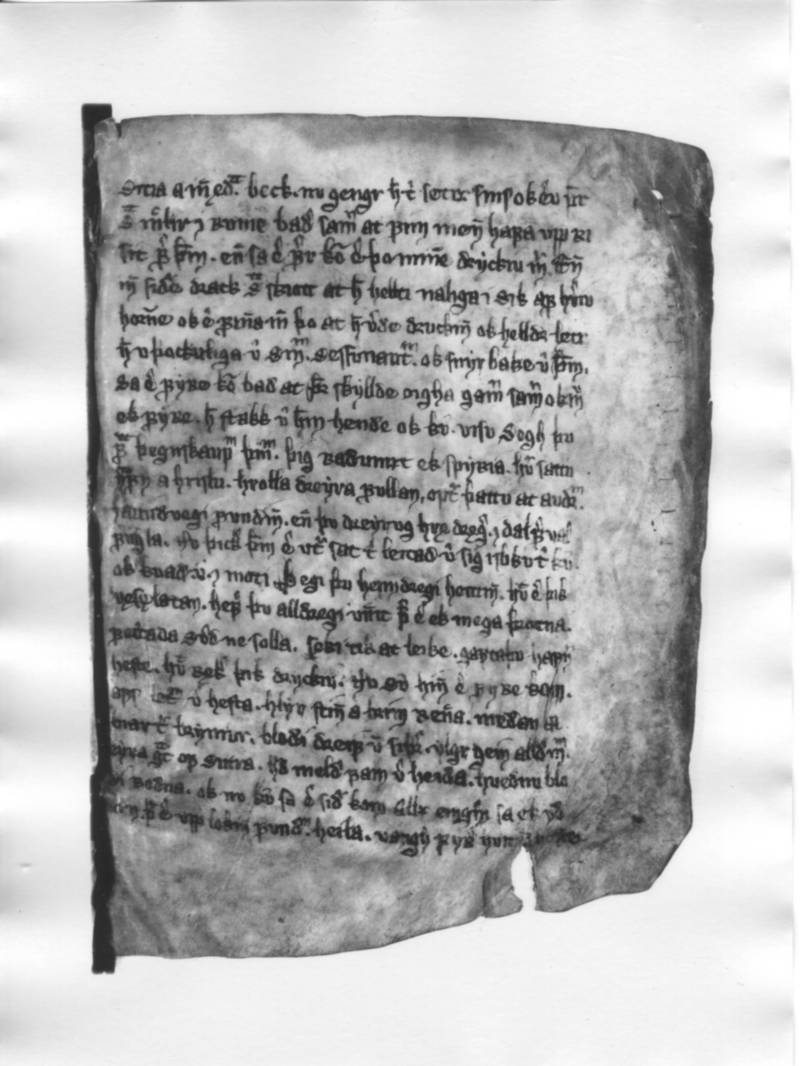
NKS 1824 b 4t foli de Ragnars saga hoðbrókar

Ragnars saga elðbrókar (Saga de Ragnar Calces Peludes) és una de les sagues dels temps antics (fornaldarsögur), el contingut de les quals tracta sobre la vida del llegendari viking Ragnar Lodbrok, fill del rei Sigurd Ring. Escrita cap al 1400, n'han sobreviscut 44 manuscrits i algunes edicions repartides en col·leccions i biblioteques, com ara la Biblioteca Reial de Dinamarca, la Nacional de Suècia, la Houghton d'Harvard i la Britànica.
Ragnars saga hoðbrókar i Hrólfs saga kraka són sagues de fets històrics amb un important factor de relats d'aventures i sagues heroiques (totes dues acaben amb la mort del protagonista), però es diferencien d'altres sagues com la Mágus saga jarls que, seguint el mateix patró, són històricament irrellevant.